# Жешотари-Пщеле
Жешотари-Пщеле (пол. Rzeszotary-Pszczele) — село в Польщі, у гміні Росьцишево Серпецького повіту Мазовецького воєводства.
Населення — 42 особи (2011).
У 1975-1998 роках село належало до Плоцького воєводства.

## Демографія
Демографічна структура станом на 31 березня 2011 року:
|          | Загалом | Допрацездатний вік | Працездатний вік | Постпрацездатний вік |
| -------- | ------- | ------------------ | ---------------- | -------------------- |
| Чоловіки | 21      | 2                  | 17               | 2                    |
| Жінки    | 21      | 2                  | 10               | 9                    |
| Разом    | 42      | 4                  | 27               | 11                   |